# ГАЕС Абдельмоумен
ГАЕС Абдельмоумен — гідроакумулююча електростанція, що споруджується у центрально-південній частині Марокко, у басейні уеду Сусс (бере початок з південного схилу Високого Атласу та впадає в Атлантичний океан біля Агадіру).
У 1981 році на уеді Іссен (права притока уеду Сусс) з метою іригації та водопостачання спорудили бетонну контрфорсну греблю Абдельмоумен висотою 94 метри та довжиною 405 метрів, яка утримує водосховище з об'ємом 216 млн м3.
У 2000-х роках на тлі планів розвитку відновлюваної енергетики та зростання попиту на балансуючі потужності виник проєкт спорудження поряд зі згаданим вище сховищем гідроакумулюючої станції. Первісно її потужність планувалась на рівні 412 МВт, проте після певних досліджень була знижена до 350 МВт. Для роботи ГАЕС на лівобережжі уеду Іссен створять дві штучні водойми:
- верхню, розташовану на плато Тамрарх, з об'ємом 1,3 млн м3 та припустимим коливанням рівня між позначками 1293 та 1315,5 метра НРМ;
- нижню з таким саме об'ємом 1,3 млн м3, яка буде викопана біля водосховища Абдельмоумен на рівні 739 метрів НРМ. Для компенсації випаровування у нижню водойму за допомогою насосної станції постачатиметься вода з Абдельмоумен.

Резервуари ГАЕС з'єднають водоводом довжиною 2935 метрів, котрий проходитиме через машинний зал. Останній обладнають двома оборотними турбінами, які при споживанні 812 млн кВт·год електроенергії на рік вироблятимуть 616 млн кВт·год.
Роботи по спорудженню ГАЕС, що розпочались у середині 2010-х років, розраховують завершити до 2020-го.